# Sempron

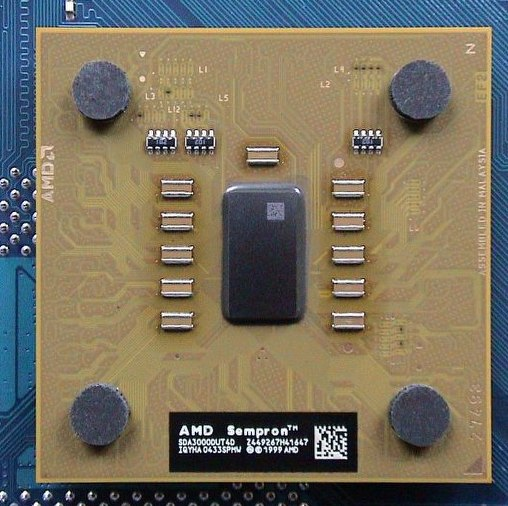
Socket-A Sempron 3000+

AMD Sempron byl zástupce low-endové řady procesorů amerického výrobce AMD. Na této pozici nahradil svého předchůdce Durona. Má být přímou konkurencí pro procesor Intelu Celeron D.
AMD se inspirovalo při pojmenování tohoto procesor z latinského semper, což znamená „vždy, každodenní“. Tím se snažilo vyjádřit, že tento procesor je vhodný pro každodenní práci na počítači.

## Historie a vlastnosti
První procesory Sempron byly založeny na architektuře Athlonu XP s jádrem Thoroughbred/Thorton. Tyto modely se osazovaly do patic Socket A, měly 256 kB L2 cache a 166 MHz (efektivně 333 MHz) sběrnici. Jádra Thoroughbred měly 256 kB L2 cache, procesory s jádrem Thorton 512 kB L2 cache, která byla ale z půlky vypnutá, ale někdy mohla být znovu zapnuta. Další model Sempronu byl založen na jádře „Barton“ a mělo tedy 512 kB L2 cache. Z hardwarového hlediska jsou Semprony pro Socket A pouze přejmenované procesory Athlon XP. AMD už ukončilo veškerou produkci Sempronů pro Socket A.
Druhá generace (s jádrem "Paris"/"Palermo") byla založena na architektuře Socketu 754, který byl původně určen pouze pro Athlon 64. Rozdílem oproti Athlon 64 je snížená velikost cache a u starších modelů i chybějící technologie AMD64. Kromě toho je ale Sempron pro Socket 754 téměř úplně shodný s Athlonem 64, tedy obsahuje také integrovaný řadič paměti, sběrnici HyperTransport a AMD technologii NX bit.
V druhé polovině roku 2005 AMD přidalo do Sempronů podporu AMD64. Někteří novináři (ale ne AMD) označovali tuto novou revizi jako „Sempron 64“ pro odlišení od předchozích verzí. AMD se tímto krokem snažilo rozšířit trh s 64bitovými procesory, který byl v té době poměrně malý.
V roce 2006 AMD ohlásilo novou řadu Sempronů pro Socket AM2. Funkcionalitou jsou totožné s předchozí řadou, až na podporu nových DDR2 pamětí místo původních DDR. Maximální tepelný výkon zůstal na 62 W, zatímco nové „energeticky efektivní“ verze mají pouze 35 W. Momentálně (rok 2008) AMD prodává pouze do socketu AM2 (možné vložit do socketu AM2+).

## Modely K8
Specifikace 
| Obchodní název | Rychlost    | Patice (=Socket) | Nanotechnologie | Jader | Cache    | Cache          | Cache |
| -------------- | ----------- | ---------------- | --------------- | ----- | -------- | -------------- | ----- |
| Obchodní název | Rychlost    | Patice (=Socket) | Nanotechnologie | Jader | L1       | L2             |       |
| Mobile Sempron | 1,6-2 GHz   | 754/S1           | 130/90 nm       | 1     | 64+64 kB | 128/256 kB     |       |
| Sempron        | 1,4-2,3 GHz | 754/ 939/AM2     | 130/ 90/ 65 nm  | 1     | 64+64 kB | 128/256/512 kB |       |

Technologie a jména jader
| Obchodní název | Jméno CPU                                       | Technologie                                                      |
| -------------- | ----------------------------------------------- | ---------------------------------------------------------------- |
| Mobile Sempron | Dublin, Georgetown, Sonora, Albany, Roma, Keene | MMX, 3DNow!+, SSE, SSE2+3, NX Bit, AMD64                         |
| Sempron        | Paris, Georgetown, Palermo, Manila, Sparta      | MMX, 3DNow!+, SSE, SSE2, (SSE3), (AMD64), (Cool'n'Quiet), NX Bit |

## Modely pro Socket A

### Thoroughbred B/Thorton (130nm)
- L1-Cache: 64 + 64 kB (data + instrukce)
- L2-Cache: 256 kB plná rychlost
- Rozšíření: MMX, 3DNow!, SSE
- Patice Socket A (EV6)
- Sběrnice Front Side Bus: 166 MHz (FSB 333)
- Napětí jádra: 1.6 V
- Uvolněn: 28. červenec, 2004
- Takt: 1.5 - 2 GHz (2200+ až 2800+)

### Barton (130nm)
- L1-Cache: 64 + 64 kB (data + instrukce)
- L2-Cache: 512 kB plná rychlost
- Rozšíření: MMX, 3DNow!, SSE
- Patice Socket A (EV6)
- Sběrnice Front Side Bus: 166 MHz (FSB 333 MHz)
- Napětí jádra: 1.6 V
- Uvolněn: 17. září, 2004
- Takt: 2 GHz (3000+)

## Modely pro Socket 754

### Paris (130nm)
- L1-Cache: 64 + 64 kB (data + instrukce)
- L2-Cache: 256 kB plná rychlost
- Rozšíření: MMX, 3DNow!, SSE, SSE2
- Vylepšená antivirová ochrana (NX bit)
- Integrovaný paměťový řadič
- Socket 754, 0.8 GHz HyperTransport
- VCore: 1.4 V
- Uvolněn: July 28, 2004
- Takt: 1.8 GHz (3100+)
- Revize CPU: CG (Part No.: *AX)

### Palermo (90nmSOI)
- Starší modely (řada D0) jsou značeny „Oakville“ mobile Athlon64
- L1-Cache: 64 + 64 kB (data + instrukce)
- L2-Cache: 128/256 kB plná rychlost
- Rozšíření: MMX, 3DNow!, SSE, SSE2, SSE3 (podpora v revizích E3 a E6), AMD64 (na řadě E6), Cool'n'Quiet (Sempron 3000+ and higher), Vylepšená antivirová ochrana NX bit
- Integrovaný paměťový řadič DDR
- Socket 754, 0.8 GHz HyperTransport
- VCore: 1.4 V
- Uvolněn: February 2005
- Takt: 1.4 - 2 GHz
  - 128 kB L2-Cache (Sempron 2600+, 3000+, 3300+)
  - 256 kB L2-Cache (Sempron 2500+, 2800+, 3100+, 3400+)
- Řady: D0 (Part No.: *BA), E3 (Part No.: *BO), E6 (Part No.: *BX)

## Modely pro Socket AM2

### Manila (90nmSOI)
- L1-Cache: 64 + 64 kB (data + instrukce)
- L2-Cache: 128/256 kB plná rychlost
- Rozšíření: MMX, Extended 3DNow!, SSE, SSE2, SSE3, AMD64, Cool'n'Quiet, NX bit
- Integrovaný dvoukanálový paměťový řadič pro DDR2
- Socket AM2, 0.8 GHz HyperTransport
- VCore: 1.25/1.35/1.40 V (1.20/1.25 V pro „Energeticky efektivní“ verze)
- Uvolněn: 23. května 2006
- Takt: 1,6 - 2 GHz
  - 128 kB L2-Cache (Sempron 2800+, 3200+, 3500+)
  - 256 kB L2-Cache (Sempron 3000+, 3400+, 3600+)
- Revize: F2 (Part No.: *CN, *CW)

### Sparta (65nmSOI)
- L1-Cache: 64 + 64 kB (data + instrukce)
- L2-Cache: 256/512 kB plná rychlost
- Rozšíření: MMX, Extended 3DNow!, SSE, SSE2, SSE3, AMD64, Cool'n'Quiet, NX bit
- Integrovaný dvoukanálový paměťový řadič pro DDR2
- Socket AM2, 0.8 GHz HyperTransport
- VCore: 1.20/1.40 V
- Uvolněn: 20. srpna 2007
- Takt: 2,1 - 2,3 GHz
  - 256 kB L2-Cache (Sempron LE-1100, LE-1150)
  - 512 kB L2-Cache (Sempron LE-1200, LE-1250, LE-1300)
- Revize: G1 (Part No.: *DE), G2 (Part No.: *DP)